# Michaił Kudinow
Michaił Andriejewicz Kudinow (ros. Михаил Андреевич Кудинов, ur. w sierpniu 1904 w Tambowie, zm. w lutym 1975 w Odessie) – radziecki działacz partyjny.

## Życiorys
Od 1925 należał do RKP(b)/WKP(b), od 1926 służył w Armii Czerwonej, do 1930 był sekretarzem fabrycznej organizacji partyjnej w Tambowie, w latach 1930–1932 studiował w Woroneskim Uniwersytecie Komunistycznym, a 1932–1934 w Woroneskim Instytucie Marksizmu-Leninizmu (nie ukończył). Od października 1934 do stycznia 1935 był zastępcą szefa wydziału politycznego stanicy maszynowo-traktorowej w obwodzie woroneskim, od stycznia 1935 do lutego 1937 zastępcą sekretrza rejonowego komitetu WKP(b) w obwodzie woroneskim, później I sekretarzem kolejno dwóch rejonowych komitetów partyjnych w obwodzie woroneskim i następnie do marca 1939 I sekretarzem Komitetu Miejskiego WKP(b) w Lipiecku. Od marca 1939 do kwietnia 1940 był II sekretarzem Komitetu Obwodowego WKP(b) w Woroneżu, od 13 kwietnia do czerwca 1940 II sekretarzem, a od czerwca 1940 do grudnia 1943 I sekretarzem Komitetu Obwodowego WKP(b) w Omsku, jednocześnie od 20 lutego 1941 do 5 października 1952 członkiem Centralnej Komisji Rewizyjnej WKP(b). W latach 1944–1947 był I sekretarzem Komitetu Miejskiego KP(b)U w Dniepropietrowsku, 1947–1952 II sekretarzem Komitetu Obwodowego KP(b)U w Dniepropetrowsku, od 28 stycznia 1949 do 23 marca 1954 członkiem Komisji Rewizyjnej KP(b)U/KPU i do 1965 zastępcą przewodniczącego Komitetu Wykonawczego Odeskiej Rady obwodowej, w 1965 przeszedł na emeryturę.

## Odznaczenia
- Order Lenina
- Order Czerwonego Sztandaru Pracy (1948)
- Order „Znak Honoru”